# Гајде
Гајде су народни музички дувачки инструмент састављен од мешине и свирале. Некада су биле уобичајен инструмент широм Европе. У Срба и осталих Јужних Словена гајде се свирају и данас, махом у селима. Што се Европе тиче свака земља има свој тип гајди (bag pipes), међутим у многим земљама то више није тај изворни тип гајди, већ су усавршене до те мере да су на свиралу додати чак и механизми са клапнама, примитивни пискови од трске су замењени индустријским те се и звук условно речено профинио и прилагодио више класичном извођењу. Међутим, овим техничким побољшањима западноевропски типови гајди много су изгубили од своје руралности и рустике звука.
Пракса свирања на гајдама се налази на листи нематеријалног културног наслеђа Србије.

## Порекло имена
Постоје различита објашњења о пореклу имена овог инструмента - гајде:
- Српски етномузиколог Петар Д. Вукосављевић у својој студији о ерским гајдама, помиње стари српски назив инструмента – гадље, преузетог из Вуковог ”Српског рјечника”, док етимологију данашњег назива гајде изводи од арапскотурске речи ghaida - благост (према немачком лексикону музичких инструмената из 1913. г.)
- Боривоје Џимревски у својој књизи ”Гајдата во Македонија” наводи објашњење овог термина, узето из ”Новог Гроув речника музичких инструмената” (New Grove Dictionary of Music and Musicians) аутора Стенлија Садијеа (Stanley Sadie), који термин гајда (односно гајде) повезује са готским изразом gait или ghait - коза, те отуда реч гајде означава музички инструмент сачињен од козје коже[5]

## Историја
Трагови инструмента сличног гајдама сежу у прошлост више хиљада година. У древном граду Уру, као и у древном Египту пронађене су једноставне свирале од трске, које музиколози сматрају претечама данашњих гајди. Није познато када је и ко додао мешину.
У библијској књизи Данила, написаној више од 500 година пре нове ере, помиње шест вавилонских музичких инструмената. Један од њих је и арамејски назив сумпонија, у многим језицима преведен као гајде. Иако се не може поуздано рећи како је тај древни вавилонски инструмент изгледао, вероватно је личио на гајде које још увек постоје на Оријенту. Извештаји откривају да су у Персији (данашњи Иран), Индији и Кини гајде коришћене у разним облицима, а неки од њих још увек постоје.
Римски историчар Светоније пише да је цар Нерон током своје владавине у првом веку нове ере обећао да ће, ако задржи свој престо, свирати „редом хидрауличне оргуље, флауту и гајде“. Гајде се помињу у Старом Риму и пре тога, 37. године нове ере, у једној песма за коју се верује да ју је написао песник Вергилије, као „свирале које угодно цвркућу“.
Римска пешадија је имала своје гајдаше, али се не може са сигурношћу утврдити да ли су Римљани донели гајде 43. н. е. приликом освајања британских острва, или су само увећали њихов тамошњи број.
Гајде су се још од давнина свирале у Италији, Ирској, Немачкој, Пољској, Француској и Шпанији, као и на Балкану и Скандинавији. Зна се да су око 500. п. н. е. Келти донели неку врсту гајди у Шкотску, али и да је у Шкотској и многим грофовијама у Енглеској још одраније постојало неки облик овог инструмента. Шкотске гајде пореклом су из шкотских висоравни, а свирају се у Британији, Канади, Сједињеним Државама и другим земљама енглеског говорног подручја. Данашње гајде старе су око 300 година.

## Гајде на простору Балкана
Гајде се, у веома сродним облицима, јављају у Србији, Македонији, Бугарској, Албанији, Хрватској.
На простору Балкана пронађено је неколико типова гајди:
- Јужноморавско-македонски тип - најраспрострањенији тип и свира се од околине Ниша па све до југа Македоније.
- Сврљишке гајде, које имају гајденицу (свиралу, гајдарку) са дуплом цеви, срећу се у околини Ниша.[7]
- ерске гајде
- банатске или мокринске гајде
- војвођанске гајде, које имају мех и такође свиралу са дуплом цеви[8]

Сваки тип одликовао се различитим штимом (углавном нетемперованим), касније су мајстори ухватили калупе по којима су правили гајде прецизнијег штима.

## Гајде у савременој музици
Данас се гајде свирају уз гоч тј. тапан па и уз тамбуру. Постале су саставни део неофолк и неовизантијских музичких састава, као и свих група које се баве архаичном музиком.

## Гајде у Србији
Сам звук гајди води дубоко у прошлост у задње репове корена народа. Веома драгоцено је то што на Балкану постоје и данас се праве примитивни типови гајди које су свирали и наши преци. У прошлости су се на гајдама свирала кола и ора и биле су верни пријатељи пастира, поред фрула и кавала. Пастири су били они који су их најчешће и правили идући за овцама.
Свирање на гајдама изводи гајдаш, свирац, гајдар, гајдарџија, карабаш (влашки: cărabăş) и карактеристично је за заједнице српског, македонског и влашког становништва. На саборима гајдаш би обично стао у средину кола и свирао док се коло вило око њега, он би се пак окретао лицем час једнима час другима, показујући своје уживање (мерак). У народу се каже дува у гајде.

## Опис и израда инструмента
Гајде се састоје од неколико елемената:
Гајденица (гајдурка по македонски, свирала, гајдарка) део који даје звук, има рупе где свирач пребира прстима и кроји мелодију са украсима. Број рупа се креће између 6 и 8. Гајденица се прави од тврдог дрвета. Најчешће су то шимшир или зеленика, дрен, јоргован и шљива.
На врху гајденице налази се криви завршетак који се некада правио искључиво од бивољег или другог рога, а данас мајстори овај егзотични материјал замењују дрветом. Са врха овог дела на узици од коже виси зуб од вука, дивље свиње или медведа... или канџа орла или сокола. Овај оштри предмет служи као амајлија, уједно и као алат којим су се дотеривале рупе када су штимоване помоћу пчелињег воска (величина рупе се сужавала капањем пчелињег воска).
Писак се налази у споју између мешине и гајденице. Вибрацијом његовог језичка добија се звук. Писак (писка македонски) прави се од сирове барске трске или од младица зове. Писак се накратко урони у врело уље како би се заштитио од влаге. Штим гајде умногоме зависи од писка и од климатских прилика те се гајдашима саветује, уколико свирају заједно са другим инструментима увек имају са собом неколико писака, који се у штиму разликују за неколико центи или пола степена.
Сви прстенови у које се углављују дрвени делови, када се спајају са мешином, зову се главчине и праве се од крављег рога (данас услед недостатка материјала, од дрвета).
Дрвени део у који се дува има повратни вентил, са клапном од парчета коже, a у новије време од гуме.
Велика дугачка цев која даје дубок (бас) тон такође има свој велики писак и зове се прдало (брчало на македонском), бас, бордун, или дрндало. Склапа се из три дела и прави се од дрена, шимшира или зеленике.
Мешина се прави од коже јарета или јагњета која се суши, потапа у кречну воду и тако импрегнира. Део са крзном окреће се унутра да држи влагу и топлоту.
Цео инструмент маже се лојем или воском на свим спојевима да не пушта, а мешина се маже свињском машћу да би се очувала. Овакав облик гајди није се променио вековима.

## Нематеријално културно наслеђе Србије
Свирање на гајдама, народном музичком инструменту, на територији Србије се односи на солистичку праксу свирања на двогласним и трогласним гајдама. Репертоар народне музике за овај инструмент обухвата народне игре, песме, импровизационе форме и специфичне песме ритуалног карактера (жетварски, свадбени, посмртни обред, обредна поворка коледара у југоисточној Србији). Певање уз гајде је ређе присутно у пракси, и то пре свега код војвођанских свирача на трогласним гајдама.
Овај облик извођачке уметности присутан је у источном појасу Србије (околина Неготина, Зајечара, Бора, Мајданпека, Пожаревца, Сврљишки крај са околином, околина Ниша, Заплање, Шоплук и околина Лесковца) и у Војводини (претежно Банат - околина Кикинде, Зрењанина и Панчева и Сремске Митровице).

### Часописи
- An Píobaire, Dublin: Na Píobairí Uilleann.
- Chanter, The Bagpipe Society.
- The Piping Times, Glasgow: The College of Piping.
- Piping Today, Glasgow: The National Piping Centre.
- Utriculus, Italy: Circolo della Zampogna.
- The Voice, Newark, DL: The Eastern United States Pipe Band Association.

### Књиге
- Baines, Anthony (новембар 1991), Woodwind Instruments and Their History, Dover Pub, ISBN 0-486-26885-3.
- ——— (1995), Bagpipes (3rd изд.), Pitt Rivers Museum, University of Oxford, ISBN 0-902793-10-1 with plates.
- Cheape, Hugh, The Book of the Bagpipe.
- Collinson, Francis (1975), The Bagpipe, The History of a Musical Instrument.
- An Introduction to Uilleann Piping – A Tutorial for Learning to Play the Uilleann pipes. McNicholl, Kenneth (2013). An Introduction to Uilleann Piping: A Tutorial for Learning to Play the Uilleann Bagpipes. Unknown Publisher. ISBN 978-0957539204.
- My Method, Timothy Britton, illustrated guide to reed making for uilleann pipes
- A Manual for the Irish Uilleann Pipes. Silver Spear Pub. 1980. ISBN 978-0-934302-00-5., Patrick Sky, LOC 79-6, 1980
- Reedmaking Made Easy, Dave Hegarty, Na Píobairí Uilleann, Futuresprint, Dublin, 1983
- The Pipers Despair, David Quinn
- The Insane Art of Reed Making, Patrick Sky
- Learn to Play the Uilleann pipes with the Armagh Pipers Club, Erthne & J.B. Vallely, illustrated, Ronan Press Ltd, reprinted 4th edition 1981
- The New Approach to Uilleann Piping, H. J. Clarke, St Martin's Publications, 1988, Galway
- The Davy Spillane Uilleann Pipe Tutor, Book I Basic, Davy Spillane and Tommy Walsh, Waltons Manufacturing Ltd. Spillane, Davy; Walsh, Tommy (1996). The Davy Spillane Uilleann Pipe Tutor: Basic. Book one. Walton's Manufacturing. ISBN 0-7866-3400-6.
- Leo Rowsome's Tutor for the Uilleann pipes, Rowsome, Leo, Walton's Musical Instrument Galleries
- The Union Pipes – A Workbook, Brooks, Denis
- How to Play the Irish Uilleann pipes, Crowley, Tadhg
- The Master's Touch a Tutor for the Uilleann pipes, Ennis, Seamus
- Irish Bagpipes: Their Construction and Maintenance, Garvin, Wilbert
- A Collection of Pipe-Friendly Tunes, Walsh, John
- The Dance Music of Willie Clancy, Mitchell, Pat
- Ceol an Phiobaire, Moylan, Terry
- The Piper's Dream, McNulty, Pat
- The Dance Music of Seamus Ennis, Mitchell, Pat
- Reed Making, George Wallace, Northumbrian Piper's Society
- Reed Maintenance, Colin Ross, Northumbrian Piper's Society
- Basic Tutor for the Northumbrian Small Pipes, Richard Butler, printed by Crescent Printing company, Ashington, Northumberland
- Butler, Richard (1987). Handbook for the Northumbrian Small Pipes. Butler. ISBN 0-946928-07-X., Richard Butler, printed by Butler Publishing, Cliffside, Northumberland.
- Drone Reeds with Brass Body & Cane Tongues, David Bailey, Northumbrian Piper's Society
- The Northumbrian Smallpipes Tutor, John Liestman
- Crowley's Collection of Music for the Highland or Irish Bagpipes, Book 1, Compiled and Arranged by Tadhg O'Crowley.
- The Complete Pipers Handbook. School of Piping. 2008. ISBN 978-0-646-50047-8., Brett Tidswell.
- The Reed Book, Brett Tidswell, 2010, School of Piping
- The Bagpipe Instruction Manual, Brett Tidswell, 2011, School of Piping
- Scots Guards: Standard Settings of Pipe Music Volume 1
- Scots Guards: Standard Settings of Pipe Music Volume 2
- Scots Guards: Standard Settings of Pipe Music Volume 3, Compiled by Brigadier Harry Nickerson, Novello Publishing, Ltd, London
- The College of Piping Highland Bagpipe Tutor 1. The College of Piping. 2012. ISBN 978-0-9549380-2-4., Seumas MacNeill & Thomas Pearston, 1955, Revised and Edited by Robert Wallace. , Glasgow
- The Highland Bagpipe, Captain John A. Maclellan, MBE
- The Piper's Handbook, PM John A. MacLellan, MBE, Paterson's Publications, London
- The Highland Bagpipe and its Music. John Donald Publishers LTD. 2002. ISBN 0-85976-549-0., Roderick D. Cannon FSA(Scot),, Edinburgh
- Donaldson, William (2000). The Highland Pipe and Scottish Society 1750–1950. Tuckwell Press. ISBN 978-1-86232-075-8. William Donaldson.  Tuckwell Press, Edinburgh
- Piobaireachd, Classical Music of the Highland Bagpipe, by Seamus MacNeill, 1969, 1976, SBN 563 07487 6, published by BBC
- The Notation & Tuning of the Highland Bagpipe, Captain John A. Maclellan, MBE
- The Highland Bagpipe. EP Publishing. 1977. ISBN 0-7158-1213-0., W.L. Manson, 1901,A.Gadrner, Paisley and London, reprint. , Wakefield
- Bagpipe Music for Dancing, John MacLellan, Paterson's Publications
- The Art of Piobaireachd, by Dr. Ian L. McKay, revised 1996, published bt Comunn na Piobaireachd (NA) Inc
- Piping and Drumming, An Integrated Approach, Volume I, S.H.Bailie, Published by the Northern Ireland Piping and Drumming School of the N.I. branch, The Royal Scottish Pipe Band Association, Belfast 1988.
- Structured Learning, The RSPBA Complete Guide to Piping & Drumming Certificiation, Books I-III, Published by The Royal Scottish Pipe Band Association.
- Highland Bagpipe Makers. Magnus Orr Publishing. 2001. ISBN 1-899780-02-5., Jeannie Campbell.
- Bagpipe Reeds: The Full Story, Bruce D. Liberati, Pipe Band Technology, Pittsburgh, PA, 1986
- Piping Times. 51 (5). фебруар 1999. Недостаје или је празан параметар |title= (помоћ),, Making Bagpipes, illustrated
- Walton's Tutor and selection of Irish Aires for the Bagpipes, Orpen-Palmer, no date
- Angus MacDonald's Collection (two books) – Lismor
- A Compleat Theory of the Scots' Highland Bagpipe, Joseph MacDonald,1760.
- From Icon to Identity: Scottish Piping & Drumming in Scandinavia. ISBN 91-85974-71-4. ISSN 1650-9285., Mats d Hermansson, PhD, 2003, diss. University of Gothenburg. ,
- The Master Piper (the Dixon MS)
- The Border Bagpipe Book, Matt Seattle, Dragonfly (out of print?)
- Journal NA Association of Lowland & Border Pipes, Number 5, March 1993, edited by Brian McCandless
- A Tutor for the Cauld Wind Bagpipes, Gordon Mooney, (Applicable to the Lowland Pipes, Border Pipes, Northumbrian Half-long Pipes and Scottish Small Pipes), Published by Lowland & Border Pipers Society, 1995
- Säckpipan i Norden. ISBN 9179708463., Per-Ulf Allmo and John E. Berg. 1990, AllWin (Stockholm). . (available in translation)
- Säckpipan i Sverige, Mats Rehnberg. Nordiska museets handlingar 18, Stockholm 1943.
- Tonioú Breiz Izel – two volumes
- Methode Bretonne De Cornemuse, Gilles Goyat, Centre Breton d'Art Populaire, 1981
- Nouvelle Methode de Cornemuse Ecossaise. 1995. ISBN 2-910981-09-6., Jean-Luc Le Moign, 23 November.
- Ecole de Bomborde, Jean L'Helgouach
- Methode de Bombarde. ISBN 2-9508677-2-3., Padrig Sicard.
- The Complete Tutor for the Brien Boru Warpipes, Roleston, Newcastle, County Down, no date
- Bagpipes (3rd изд.). ISBN 0-902793-10-1., Anthony Baines. , Pitt Rivers Museum, University of Oxford, , 1995 147 pages with plates
- "Bagpipes and Tunings", Theodor Podnos.  0911772529, Detroit, Mich. : Information Coordinators, 1974 125 p. : ill. ; 23 cm
- Woodwind Instruments & Their History. ISBN 0-486-26885-3., Anthony Baines. , Nov. 1991, Dover Pub., with Bagpipe plates
- Highland Bagpipe Makers. 2001. ISBN 1-899780-02-5., Jeannie Campbell, Magnus Orr Publishing.
- Die Stimme des Windes: Sprachliches zur Geschichte der Sackpfeife/The Voice of the Wind: A Linguistic History of the Bagpipe. 2015. Hamburg: Baar-Verlag. 2015. ISBN 978-3-935536-76-9. Michael Peter Verano.